# Caridina longirostris
Caridina longirostris is een garnalensoort uit de familie van de Atyidae. De wetenschappelijke naam van de soort werd in 1837 voor het eerst geldig gepubliceerd door Henri Milne-Edwards.